# Ernst Cassirer
Ernst Cassirer, nemški filozof judovskega rodu, * 28. julij 1874, Breslau, Šlezija (sedaj Poljska), † 13. april 1945, New York, ZDA. 
Cassirer je bil od leta 1933 v izgnanstvu. Velja za pripadnika marburške novokantovske šole. Na podlagi fenomenologije spoznanja je razvil filozofijo kulture kot teorijo simbolnih form.